# Lista över Färöarnas finansministrar
Finansministern (färöiska: landsstýrismaðurin í fíggjarmálum) är en viktig del av Färöarnas lagting och öarnas ekonomi. Ekonomidepartementet har till stora delar varit ett eget departement, men har också haft andra ansvarsområden såsom närings-, jordbruks-, fiske-, och industripolitik.
| Period    | Namn                  | Parti                | Departement                                   |
| --------- | --------------------- | -------------------- | --------------------------------------------- |
| 1959–1963 | Kristian Djurhuus     | Sambandsflokkurin    | Skatte-, fiskeri- och justitiedepartementet   |
| 1963–1967 | Erlendur Patursson    | Tjóðveldisflokkurin  | Finans-, fiskeri- och justitiedepartementet   |
| 1967–1970 | Kristian Djurhuus     | Sambandsflokkurin    | Finans-, jordbruks- och fiskeridepartementet  |
| 1970–1975 | Peter F. Christiansen | Sambandsflokkurin    | Finans- och jordbruksdepartementet            |
| 1975–1981 | Demmus Hentze         | Fólkaflokkurin       | Finansdepartementet                           |
| 1981–1985 | Tórbjørn Poulsen      | Sjálvstýrisflokkurin | Finans-, kommunal- och kulturdepartementet    |
| 1985–1989 | Jóngerð Purkhús       | Tjóðveldisflokkurin  | Finans-, ekonomi- och miljödepartementet      |
| 1989      | Finnbogi Ísakson      | Tjóðveldisflokkurin  | Finans- och ekonomidepartementet              |
| 1989–1991 | Ivan Johannesen       | Sambandsflokkurin    | Finans-, havsbruks- och kommunaldepartementet |
| 1991–1993 | Jógvan Sundstein      | Fólkaflokkurin       | Finans- och kommunaldepartementet             |
| 1993–1994 | Finnbogi Ísakson      | Tjóðveldisflokkurin  | Finans- och ekonomidepartementet              |
| 1994–1996 | Jóannes Eidesgaard    | Javnaðarflokkurin    | Finans- och ekonomidepartementet              |
| 1996–1998 | Anfinn Kallsberg      | Fólkaflokkurin       | Finans- och ekonomidepartementet              |
| 1998–2003 | Karsten Hansen        | Tjóðveldisflokkurin  | Finansdepartementet                           |
| 2004–2007 | Bárður Nielsen        | Sambandsflokkurin    | Finansdepartementet                           |
| 2007–2008 | Magni Laksáfoss       | Sambandsflokkurin    | Finansdepartementet                           |
| 2008      | Karsten Hansen        | Miðflokkurin         | Finansdepartementet                           |
| 2008–2011 | Jóannes Eidesgaard    | Javnaðarflokkurin    | Finansdepartementet                           |
| 2011      | Aksel V. Johannesen   | Javnaðarflokkurin    | Finansdepartementet                           |
| 2011–     | Jørgen Niclasen       | Fólkaflokkurin       | Finansdepartementet                           |